# Klášter Valbonne (Argelès-sur-Mer)
Klášter Valbonne (latinsky Vallis bona) je bývalé cisterciácké opatství v obci Argelès-sur-Mer v departementu Pyrénées-Orientales. Leží zhruba 34 km jihovýchodně od města Perpignan.

## Historie
Klášter založili v roce 1242 mniši z kláštera Fontfroide jako filiaci kláštera Clairvaux. Údolí, ve kterém klášter leží, patřilo klášteru Sant-Quirc de Colera ve Španělsku, od kterého jej opatství Fontfroide odkoupilo. Konvent nečítal nikdy více než 12 mnichů. V roce 1293 klášter obdržel od krále Jakuba II. Mallorského právo pastvy v celém údolí. Během 15. a 16. století mnichové postupně klášter opustili a usadili se ve špitálu Saint-Guillaume v Perpignanu. Později se vrátili nazpět, ale v roce 1734 byl klášter definitivně opuštěn.
Ze staveb se dochovaly nepatrné zbytky, jako obezdění s kulatou věží a 16 m dlouhá loď klášterního kostela, z něhož jsou u východní strany viditelné rovněž základy jeho polokruhové apsidy. Dochovala se částečná sochařská výzdoba.